# UC 18
UC 18 war ein Minenleger-U-Boot der Kaiserlichen Marine vom Typ UC II, das im Ersten Weltkrieg eingesetzt wurde. Es wurde im Ärmelkanal (49° 15′ N, 2° 34′ W) versenkt.

## Geschichte
Das UC 18 wurde am 29. August 1915 bei Blohm & Voss in Hamburg bestellt und lief am 4. März 1916 vom Stapel. Am 15. August 1916 wurde es als SM UC-18 in der Kaiserlichen Marine bei der Flandern-Flottille in Dienst gestellt. Es stand bis zum Untergang unter dem Kommando von Oberleutnant Wilhelm Kiel. Auf sechs Patrouillenfahrten versenkte UC 18 34 Schiffe, entweder durch Torpedos oder durch ausgelegte Minen. Es versenkte 30 Handelsschiffe (32.684 BRT), 1 Kriegsschiff (432 BRT), 3 Hilfskriegsschiffe (1.227 BRT) und beschädigte 3 Handelsschiffe (21.157 BRT). Die aufgetauchte UC-18 wurde am 19. Februar 1917 bei einem Gefecht von der britischen U-Boot-Falle bzw. dem Q-Ship HMS Lady Olive versenkt. Auch die HMS Lady Olive wurde bei Gefecht durch Treffer des Bordgeschützes der UC 18 versenkt. Alle 28 Soldaten an Bord von UC 18 kamen beim Untergang um. Es ist die einzige bekannte Gefecht, bei der sich ein U-Boot und ein Schiff der Royal Navy gegenseitig versenkten.
Vier Jahre lang war ein Team auf der Suche nach UC 18. 70 m tief vor der Insel Guernsey fand man das Wrack im März 2024. Das Wrack lag etwa 64 km weiter westlich als in den historischen Berichten über das Gefecht beschrieben, das ursprünglich 13 km westlich der Küste von Jersey vermutet worden war. Bei der Suche fand man zwei weitere Wracks, von denen eins die HMS Lady Olive sein könnte. Das Team arbeitete eng mit dem U-Boot-Experten und Meeresarchäologen Tomas Termote zusammen, um das Wrack zu identifizieren. Das Wrack war beim Auffinden in erstaunlich gutem Zustand.

## Bootsdaten
UC 18 brauchte 35 Sekunden, um zu tauchen.
Die Besatzung bestand normalerweise aus 26 Soldaten.
Die Bewaffnung bestand aus drei 50-cm-Torpedorohren. Zwei Torpedorohre waren am Bug und eines am Heck. Man führte sieben Torpedos mit. Es hatte sechs Minenschächte und 18 Minen des Typs „UC 200“ an Bord. Zusätzlich wurde ein 8,8 cm Uk L/30 Deckgeschütz mitgeführt.

## Versenkte und beschädigte Schiffe
| Datum             | Name                          | Tonnage              | Nation                 | Ergebnis   |
| ----------------- | ----------------------------- | -------------------- | ---------------------- | ---------- |
| 3. November 1916  | Glenprosen                    | 224                  | Vereinigtes Königreich | versenkt   |
| 5. November 1916  | Cantatrice                    | 302                  | Vereinigtes Königreich | versenkt   |
| 9. November 1916  | Fair Maid                     | 432                  | Vereinigtes Königreich | versenkt   |
| 9. November 1916  | Marga                         | 674                  | Vereinigtes Königreich | versenkt   |
| 10. November 1916 | Thames Barge                  | 93                   | Vereinigtes Königreich | versenkt   |
| 13. November 1916 | Lilloise                      | 165                  | Frankreich             | versenkt   |
| 15. November 1916 | Lake Michigan                 | 9.288                | Vereinigtes Königreich | beschädigt |
| 16. November 1916 | Trevarrack                    | 4.199                | Vereinigtes Königreich | versenkt   |
| 11. Dezember 1916 | Inger                         | 786                  | Dänemark               | versenkt   |
| 14. Dezember 1916 | Glencoe                       | 2.560                | Vereinigtes Königreich | versenkt   |
| 14. Dezember 1916 | Leca                          | 1.911                | Portugal               | versenkt   |
| 15. Dezember 1916 | Rogn                          | 1.018                | Norwegen               | versenkt   |
| 17. Dezember 1916 | Cascais                       | 835                  | Portugal               | versenkt   |
| 17. Dezember 1916 | Immaculee Conception          | 246                  | Frankreich             | versenkt   |
| 17. Dezember 1916 | Prima                         | 1.233                | Norwegen               | versenkt   |
| 17. Dezember 1916 | Prosper Leon                  | 42                   | Frankreich             | versenkt   |
| 17. Dezember 1916 | Saint Yves                    | 325                  | Frankreich             | versenkt   |
| 18. Dezember 1916 | Kansan                        | 7.913                | Vereinigte Staaten     | beschädigt |
| 22. Dezember 1916 | Amedee                        | 130                  | Frankreich             | versenkt   |
| 22. Dezember 1916 | Dansborg                      | 2.242                | Dänemark               | versenkt   |
| 22. Dezember 1916 | Hroptatyr                     | 1.300                | Dänemark               | versenkt   |
| 12. Januar 1917   | Saint Michel                  | 419                  | Frankreich             | versenkt   |
| 13. Januar 1917   | Toftwood                      | 3.082                | Vereinigtes Königreich | versenkt   |
| 14. Januar 1917   | Martin                        | 1.904                | Vereinigtes Königreich | versenkt   |
| 15. Januar 1917   | Bernadette                    | 128                  | Frankreich             | versenkt   |
| 15. Januar 1917   | Otto                          | 401                  | Norwegen               | versenkt   |
| 16. Januar 1917   | City of Tampico               | 1.513                | Norwegen               | versenkt   |
| 17. Januar 1917   | Jeune France                  | 126                  | Frankreich             | versenkt   |
| 17. Januar 1917   | Valle                         | 2.365                | Spanien                | versenkt   |
| 18. Januar 1917   | Louis Joseph                  | 197                  | Vereinigtes Königreich | versenkt   |
| 18. Januar 1917   | Louise                        | 101                  | Frankreich             | versenkt   |
| 19. Januar 1917   | Klampenborg                   | 1.785                | Dänemark               | versenkt   |
| 19. Januar 1917   | Parahyba                      | 2.606                | Uruguay                | versenkt   |
| 20. Januar 1917   | Phoebe                        | 3.956                | Frankreich             | beschädigt |
| 22. Januar 1917   | Aurelie                       | 89                   | Frankreich             | versenkt   |
| 18. Februar 1917  | Netherton                     | 199                  | Vereinigtes Königreich | versenkt   |
| 19. Februar 1917  | Lady Olive                    | 701                  | Vereinigtes Königreich | versenkt   |
|                   | Versenkt: Beschädigt: Gesamt: | 32.816 20.758 53.574 |                        |            |